# سام زل
ساموئل زل (در انگلیسی: Sam Zell) (۲۸ سپتامبر ۱۹۴۱ - ۱۸ مهٔ ۲۰۲۳) میلیاردر یهودی‌الاصل آمریکایی و مالک چند شرکت ساختمانی و روزنامه‌های لس‌آنجلس تایمز، شیکاگو تریبیون، نیویورک نیوزدی و تیم بیسبال شیکاگو کابز بود.
وی فارغ التحصیل رشته وکالت از دانشگاه میشیگان آمریکا بود.